# Garcinia gibbsiae
Garcinia gibbsiae là một loài thực vật có hoa trong họ Bứa. Loài này được S.Moore mô tả khoa học đầu tiên năm 1917.